# Liga Juniorów na Żużlu 2013
Drużynowe mistrzostwa Ligi Juniorów na żużlu 2010 – 6. edycja corocznego cyklu tzw. Ligi Juniorów. Mistrzostwa z poprzedniego sezonu broniła Unia Leszno.

## Eliminacje grupowe

### Grupa Północ
| Poz | Klub                             | Punkty | Małych pkt. |
| --- | -------------------------------- | ------ | ----------- |
| 1   | Unibax Toruń                     | 16     | 103         |
| 2   | Stal Gorzów Wielkopolski         | 11,5   | 93          |
| 3   | Fogo Unia Leszno                 | 9,5    | 90          |
| 4   | składywęgla.pl Polonia Bydgoszcz | 6,5    | 81          |
| 5   | Lechma-Start Gniezno             | 6,5    | 79          |

| Kolor   | Wynik                    |
| ------- | ------------------------ |
| Zielony | Awans do rundy finałowej |

### Grupa Południe
| Poz | Klub                         | Punkty | Małych pkt. |
| --- | ---------------------------- | ------ | ----------- |
| 1   | Dospel-Włókniarz Częstochowa | 15     | 104         |
| 2   | Stelmet Falubaz Zielona Góra | 12,5   | 100         |
| 3   | PGE Marma Rzeszów            | 9      | 82          |
| 4   | Betard Sparta Wrocław        | 8      | 85          |
| 5   | Unia Tarnów                  | 5,5    | 77          |

| Kolor   | Wynik                    |
| ------- | ------------------------ |
| Zielony | Awans do rundy finałowej |

## Runda finałowa i klasyfikacja końcowa
| Poz | Klub                             | TOR                          | ZIE | CZE | RZE | LES | GOR | Punkty | Małych pkt. |
| --- | -------------------------------- | ---------------------------- | --- | --- | --- | --- | --- | ------ | ----------- |
| 1   | Unibax Toruń                     | 4                            | 2   | 5   | 4   | 4,5 | 3,5 | 23     | 116         |
| 2   | Stal Gorzów Wielkopolski         | 2,5                          | 4,5 | 3   | 2   | 3   | 5   | 20     | 100+3       |
| 3   | Dospel-Włókniarz Częstochowa     | 5                            | 4,5 | 4   | 1   | 2   | 3,5 | 20     | 100+2       |
| 4   | Stelmet Falubaz Zielona Góra     | 2,5                          | 3   | 1   | 5   | 4,5 | 2   | 18     | 98          |
| 5   | Fogo Unia Leszno                 | 1                            | 1   | 2   | 3   | 0   | 1   | 8      | 75          |
| 6   | PGE Marma Rzeszów                | 0                            | 0   | 0   | 0   | 1   | 0   | 1      | 50          |
| 7   | Betard Sparta Wrocław            | 4. miejsce w grupie północ   | 8   | 85  |     |     |     |        |             |
| 8   | składywęgla.pl Polonia Bydgoszcz | 4. miejsce w grupie południe | 6,5 | 81  |     |     |     |        |             |
| 9   | Lechma-Start Gniezno             | 5. miejsce w grupie północ   | 6,5 | 79  |     |     |     |        |             |
| 10  | Unia Tarnów                      | 5. miejsce w grupie południe | 5,5 | 77  |     |     |     |        |             |

| Kolor   | Wynik      |
| ------- | ---------- |
| Złoty   | Zwycięzca  |
| Srebrny | 2. miejsce |
| Brązowy | 3. miejsce |